# Coppa Città di Enna 1962
Die Coppa Città di Enna 1962, auch II. Coppa Città di Enna, Pergusa, fand am 15. August auf dem Autodromo di Pergusa in Enna auf Sizilien statt und war der zehnte Wertungslauf der Sportwagen-Weltmeisterschaft dieses Jahres.

## Das Rennen
Das GT-Rennen auf Sizilien gehört zu den spärlichen Veranstaltungen der Motorsportgeschichte die ausschließlich mit Fahrzeugen eines Herstellers bestritten wurden. In Enna waren nur Rennwagen der Marke Abarth am Start, die sich auf drei Klassen verteilte. Der Sieg ging an die Abart-Werkspiloten Marsilio Pasotti und Giancarlo Scotti.

## Ergebnisse

### Schlussklassement
| 1                  | GT 1.0 | 58 | Abarth              | Marsilio Pasotti Giancarlo Scotti | Fiat-Abarth 1000 | 65 |
| 2                  | GT 1.0 | 64 |                     | Claude Dubois                     | Fiat-Abarth 1000 | 64 |
| 3                  | GT 1.0 | 42 |                     | Gabriele Lavaggi                  | Fiat-Abarth 1000 | 64 |
| 4                  | GT 1.0 | 46 |                     | Ardunio Becchetti                 | Fiat-Abarth 1000 | 64 |
| 5                  | GT 700 | 16 |                     | Giovanni Pessina                  | Fiat-Abarth 700  | 58 |
| 6                  | GT 1.0 | 54 |                     | André Marquis                     | Fiat-Abarth 1000 | 37 |
| Ausgefallen        |        |    |                     |                                   |                  |    |
| 7                  | GT 1.0 | 68 | Sebastiano Andolina | Sebastiano Andolina               | Fiat-Abarth 1000 | 41 |
| 8                  | GT 850 | 26 |                     | Francesco Patané                  | Fiat-Abarth 850  |    |
| 9                  | GT 1.0 | 52 |                     | Robert Jenny                      | Fiat-Abarth 1000 |    |
| 10                 | GT 1.0 | 60 |                     | Oddone Sigala                     | Fiat-Abarth 1000 |    |
| 11                 | GT 1.0 | 66 |                     | Remo Cattini                      | Fiat-Abarth 1000 |    |
| Nicht gestartet    |        |    |                     |                                   |                  |    |
| 12                 | GT 1.0 | 40 |                     | Benedetto Guarini                 | Fiat-Abarth 1000 | 1  |
| 13                 | GT 1.0 | 78 |                     | Remo Cattini                      | Fiat-Abarth 1000 | 2  |
| Nicht qualifiziert |        |    |                     |                                   |                  |    |
| 14                 | GT 700 | 2  |                     | Severino Salerno                  | Fiat-Abarth 700  | 3  |
| 15                 | GT 700 | 14 |                     | Antonio Scimone                   | Fiat-Abarth 700  | 4  |

1 nicht gestartet
2 Ersatzwagen
3 nicht qualifiziert
4 nicht qualifiziert

### Nur in der Meldeliste
Hier finden sich Teams, Fahrer und Fahrzeuge, die ursprünglich für das Rennen gemeldet waren, aber aus den unterschiedlichsten Gründen daran nicht teilnahmen.
| Pos. | Klasse | Nr. | Team | Fahrer            | Chassis          |
| ---- | ------ | --- | ---- | ----------------- | ---------------- |
| 16   | GT 700 | 4   |      | Michele Peroglio  | Fiat-Abarth 700  |
| 17   | GT 700 | 6   |      | Flavio Sapia      | Fiat-Abarth 700  |
| 18   | GT 700 | 8   |      | Sandro Bonomi     | Fiat-Abarth 700  |
| 19   | GT 700 | 10  |      | Marino Bonomi     | Fiat-Abarth 700  |
| 20   | GT 700 | 12  |      | Remo Cattini      | Fiat-Abarth 700  |
| 21   | GT 850 | 28  |      | Giuseppe Matera   | Fiat-Abarth 850  |
| 22   | GT 850 | 30  |      | Michele Paratore  | Fiat-Abarth 850  |
| 23   | GT 1.0 | 44  |      | Mariano Spadafora | Fiat-Abarth 1000 |
| 24   | GT 1.0 | 48  |      |                   | Fiat-Abarth 1000 |
| 25   | GT 1.0 | 50  |      | Vittorio Venturi  | Fiat-Abarth 1000 |
| 26   | GT 1.0 | 56  |      | Marsilio Pasotti  | Fiat-Abarth 1000 |
| 27   | GT 1.0 | 62  |      | Ermanno Gonella   | Fiat-Abarth 1000 |
| 28   | GT 1.0 | 70  |      | Bartolomeo Donato | Fiat-Abarth 1000 |
| 29   | GT 1.0 | 72  |      | Romano Perdomi    | Fiat-Abarth 1000 |
| 30   | GT 1.0 | 74  |      | Antonio Riolo     | Fiat-Abarth 1000 |
| 31   | GT 1.0 | 76  |      | Fernando Vistet   | Fiat-Abarth 1000 |

### Klassensieger
| Klasse | Fahrer                  | Fahrer           | Fahrzeug         | Platzierung im Gesamtklassement |
| ------ | ----------------------- | ---------------- | ---------------- | ------------------------------- |
| GT 1.0 | Marsilio Pasotti        | Giancarlo Scotti | Fiat-Abarth 1000 | Gesamtsieg                      |
| GT 850 | kein Teilnehmer im Ziel |                  |                  |                                 |
| GT 700 | Giovanni Pessina        |                  | Fiat-Abarth 700  | Rang 5                          |

### Renndaten
- Gemeldet: 31
- Gestartet: 11
- Gewertet: 6
- Rennklassen: 3
- Zuschauer: unbekannt
- Wetter am Renntag: heiß und trocken
- Streckenlänge: 4,807 km
- Fahrzeit des Siegerteams: 1:54:39,000 Stunden
- Gesamtrunden des Siegerteams: 65
- Gesamtdistanz des Siegerteams: 312,455 km
- Siegerschnitt: 163,032 km/h
- Pole Position: Oddone Sigala – Fiat-Abarth 1000 (#60) – 1:38,100
- Schnellste Rennrunde: Sebastiano Andolina – Fiat-Abarth 1000 (#68) – 1:38,200 = 176,224 km/h
- Rennserie: 10. Lauf zur Sportwagen-Weltmeisterschaft 1962